# 'U sucu do pollu
'U sucu do pollu è il 13° album discografico di Brigantony, pubblicato nel 1989.

## Tracce
1. Kala Bula – 3:21
2. Accattu – 2:57
3. Godimento – 3:39
4. Stornelli alla Brigantony – 3:24
5. Carmelo testa dura – 3:39
6. 'U cannolu – 3:22
7. M.I.N.C.H. – 3:20
8. Dott. 'u Sale – 3:59
9. Mi piaci to soru – 3:11
10. Mosciu mosciu – 3:15